# Bahnstrecke Lubsko–Bad Muskau
| |                                         |                                                       |                                                       |
| Streckennummer: | 365 (Stary Raduszec–Łęknica)            |                                                       |                                                       |
| Kursbuchstrecke: | 154d (1934) 178k (1945); PKP 357 (1968) |                                                       |                                                       |
| Streckenlänge: | 42,7 km                                 |                                                       |                                                       |
| Spurweite: | 1435 mm (Normalspur)                    |                                                       |                                                       |
| |                                         |                                                       |                                                       |
| \| \| \| von Krosno Odrzańskie \| \| \| \| \| von Guben \| \| \| \| 37,34 \| Lubsko früher Sommerfeld Nebenbf. \| Lubsko früher Sommerfeld Nebenbf. \| \| \| \| nach Legnica \| \| \| \| 39,59 \| Budziechów früher Baudach (Niederlausitz) \| Budziechów früher Baudach (Niederlausitz) \| \| \| 42,56 \| Glinka Górna früher Oberklinge \| Glinka Górna früher Oberklinge \| \| \| 44,3 \| Graniczno früher Drei Grenzen \| Graniczno früher Drei Grenzen \| \| \| 46,2 \| Świbinki früher Schniebinchen \| Świbinki früher Schniebinchen \| \| \| 47,32 \| Nowa Rola früher Niewerle \| Nowa Rola früher Niewerle \| \| \| 50,29 \| Grabówek früher Grabower Mühle \| Grabówek früher Grabower Mühle \| \| \| 51,88 \| Łazy Żarskie früher Laesgen \| Łazy Żarskie früher Laesgen \| \| \| \| Tuplice Barszcz früher Teuplitz Fürstenstraße \| \| \| \| \| von Cottbus \| \| \| \| 56,77 \| Tuplice früher Teuplitz Nebenbf. \| Tuplice früher Teuplitz Nebenbf. \| \| \| \| nach Żagań \| \| \| \| 59,19 \| Chełmica früher Helmsdorf (Kr. Sorau) \| Chełmica früher Helmsdorf (Kr. Sorau) \| \| \| 61,36 \| Trzebiel früher Triebel \| Trzebiel früher Triebel \| \| \| \| Trzebiel Gródek früher Triebel Spremberger Straße \| \| \| \| 64,88 \| Kamienica nad Nysą Łużycką früher Kemnitz (Kr. Sorau) \| Kamienica nad Nysą Łużycką früher Kemnitz (Kr. Sorau) \| \| \| \| Buczyny früher Buckoka \| \| \| \| 68,53 \| Żarki Wielkie früher Groß Särchen (Kr. Sorau) \| Żarki Wielkie früher Groß Särchen (Kr. Sorau) \| \| \| 72,68 \| Czaple-Chwaliszowice früher Tschöpeln-Quolsdorf \| Czaple-Chwaliszowice früher Tschöpeln-Quolsdorf \| \| \| 75,35 \| Nowe Czaple früher Neu Tschöpeln \| Nowe Czaple früher Neu Tschöpeln \| \| \| 77,92 \| Łęknica früher Lugknitz \| Łęknica früher Lugknitz \| \| \| \| Lausitzer Neiße; Staatsgrenze Polen–Deutschland \| \| \| \| 79,38 \| Bad Muskau früher Muskau \| Bad Muskau früher Muskau \| \| \| \| nach Weißwasser \| \| |                                         |                                                       |                                                       |
| Strecke (außer Betrieb) |                                         | von Krosno Odrzańskie                                 | von Krosno Odrzańskie                                 |
| Abzweig ehemals geradeaus und von rechts |                                         | von Guben                                             | von Guben                                             |
| Bahnhof | 37,34                                   | Lubsko früher Sommerfeld Nebenbf.                     | Lubsko früher Sommerfeld Nebenbf.                     |
| Abzweig ehemals geradeaus und nach links |                                         | nach Legnica                                          | nach Legnica                                          |
| Bahnhof (Strecke außer Betrieb) | 39,59                                   | Budziechów früher Baudach (Niederlausitz)             | Budziechów früher Baudach (Niederlausitz)             |
| Bahnhof (Strecke außer Betrieb) | 42,56                                   | Glinka Górna früher Oberklinge                        | Glinka Górna früher Oberklinge                        |
| Bahnhof (Strecke außer Betrieb) | 44,3                                    | Graniczno früher Drei Grenzen                         | Graniczno früher Drei Grenzen                         |
| Bahnhof (Strecke außer Betrieb) | 46,2                                    | Świbinki früher Schniebinchen                         | Świbinki früher Schniebinchen                         |
| Bahnhof (Strecke außer Betrieb) | 47,32                                   | Nowa Rola früher Niewerle                             | Nowa Rola früher Niewerle                             |
| Bahnhof (Strecke außer Betrieb) | 50,29                                   | Grabówek früher Grabower Mühle                        | Grabówek früher Grabower Mühle                        |
| Bahnhof (Strecke außer Betrieb) | 51,88                                   | Łazy Żarskie früher Laesgen                           | Łazy Żarskie früher Laesgen                           |
| Haltepunkt / Haltestelle (Strecke außer Betrieb) |                                         | Tuplice Barszcz früher Teuplitz Fürstenstraße         | Tuplice Barszcz früher Teuplitz Fürstenstraße         |
| Abzweig ehemals geradeaus und von rechts |                                         | von Cottbus                                           | von Cottbus                                           |
| Bahnhof | 56,77                                   | Tuplice früher Teuplitz Nebenbf.                      | Tuplice früher Teuplitz Nebenbf.                      |
| Abzweig ehemals geradeaus und nach links |                                         | nach Żagań                                            | nach Żagań                                            |
| Bahnhof (Strecke außer Betrieb) | 59,19                                   | Chełmica früher Helmsdorf (Kr. Sorau)                 | Chełmica früher Helmsdorf (Kr. Sorau)                 |
| Bahnhof (Strecke außer Betrieb) | 61,36                                   | Trzebiel früher Triebel                               | Trzebiel früher Triebel                               |
| Haltepunkt / Haltestelle (Strecke außer Betrieb) |                                         | Trzebiel Gródek früher Triebel Spremberger Straße     | Trzebiel Gródek früher Triebel Spremberger Straße     |
| Bahnhof (Strecke außer Betrieb) | 64,88                                   | Kamienica nad Nysą Łużycką früher Kemnitz (Kr. Sorau) | Kamienica nad Nysą Łużycką früher Kemnitz (Kr. Sorau) |
| Bahnhof (Strecke außer Betrieb) |                                         | Buczyny früher Buckoka                                | Buczyny früher Buckoka                                |
| Bahnhof (Strecke außer Betrieb) | 68,53                                   | Żarki Wielkie früher Groß Särchen (Kr. Sorau)         | Żarki Wielkie früher Groß Särchen (Kr. Sorau)         |
| Bahnhof (Strecke außer Betrieb) | 72,68                                   | Czaple-Chwaliszowice früher Tschöpeln-Quolsdorf       | Czaple-Chwaliszowice früher Tschöpeln-Quolsdorf       |
| Bahnhof (Strecke außer Betrieb) | 75,35                                   | Nowe Czaple früher Neu Tschöpeln                      | Nowe Czaple früher Neu Tschöpeln                      |
| Bahnhof (Strecke außer Betrieb) | 77,92                                   | Łęknica früher Lugknitz                               | Łęknica früher Lugknitz                               |
| Grenze auf Brücke über Wasserlauf (Strecke außer Betrieb) |                                         | Lausitzer Neiße; Staatsgrenze Polen–Deutschland       | Lausitzer Neiße; Staatsgrenze Polen–Deutschland       |
| Bahnhof (Strecke außer Betrieb) | 79,38                                   | Bad Muskau früher Muskau                              | Bad Muskau früher Muskau                              |
| Strecke (außer Betrieb) |                                         | nach Weißwasser                                       | nach Weißwasser                                       |

Die Bahnstrecke Lubsko–Bad Muskau war eine Nebenbahn in Polen, die ursprünglich durch die Lausitzer Eisenbahn-Gesellschaft (LEAG) errichtet und betrieben wurde. Sie führte von Lubsko (Sommerfeld) über Tuplice (Teuplitz) nach Bad Muskau.

## Geschichte
Nachdem die Stadt Triebel bei der Planung der Strecke Cottbus–Sorau eine Bahnverbindung abgelehnt hatte, befürwortete sie nun bedingt durch die wirtschaftliche Entwicklung – am 9. November 1891 nahm eine Hohlglashütte ihren Betrieb auf und Triebel war Industrieort geworden – eine Eisenbahn-Nebenstrecke zwischen den Verkehrsknotenpunkten Sommerfeld (Bahnstrecke Berlin–Breslau) und Teuplitz (Bahnstrecke Cottbus–Sorau), die bis Muskau verlängert werden sollte. Als man 1895 eine Gesellschaft für Bau und Betrieb der Bahn gründen wollte, sagte kurz zuvor die Münchner Lokalbahn Aktien-Gesellschaft zu, die geplante Strecke zu bauen. In der gleichen Zeit setzten sich auch Muskau und der Rittergutsbesitzer von Nieder-Zibelle, Freiherr von Wedmeyer-Sommer, für eine Eisenbahn ein, jedoch mit Linienführung Muskau–Schönwalde über Zibelle. Bereits am 31. Oktober 1892 wurde an ein Komitee unter Vorsitz des Freiherrn von Wedmeyer-Sommer die Erlaubnis erteilt, die allgemeinen Vorarbeiten für den Bau einer Eisenbahnlinie von Muskau nach Schönwalde vorzunehmen. Dadurch kam das 1891 vorgelegte Projekt Sommerfeld–Teuplitz–Muskau in Gefahr.
Wohl auch infolge des Bestrebens von Sommerfeld und Teuplitz unterzeichnete Kaiser Wilhelm II. am 29. April 1896 die Konzessionsurkunde für den Bahnbau an die Lokalbahn Aktien-Gesellschaft in München, die „die Gründung einer Aktiengesellschaft unter der Firma Lausitzer Eisenbahn-Gesellschaft zum Betrieb von Neben-Eisenbahnen a) von Muskau über Teuplitz nach Sommerfeld, b) von Rauscha nach Freiwaldau“ beabsichtigte. Sitz der Verwaltung wurde Sommerfeld. Es wurde gleichzeitig ein Anlagekapital von 3.367.000 Mark für die Strecke genehmigt. Die Inbetriebnahme musste innerhalb von 2 ½ Jahren erfolgen, ansonsten wurde eine Verzugsstrafe von 5 % der Bausumme fällig. Weiterhin wurde in der Konzessionsurkunde festgeschrieben, dass täglich mindestens zwei Personenzüge in jeder Richtung mit zwei Wagenklassen verkehren müssen. Die Baukosten der gesamten Strecke hatte der Kreis Sorau mit 5.000 Mark bezuschusst.
Der Betrieb begann auf dem nördlichen Abschnitt am 1. Oktober 1897 und am 15. Juni 1898 auf dem südlichen. Von Muskau aus führte eine Anschlussstrecke zum Bahnhof Weißwasser und somit an die Berlin-Görlitzer Eisenbahn. Die Strecke wurde somit nur in den preußischen Provinzen Brandenburg (Landkreise Crossen und Sorau) und Schlesien bzw. zeitweise Niederschlesien (Landkreis Rothenburg, der einen Teil des aufgelösten Landkreises Sagan beinhaltete) betrieben, nie jedoch in Sachsen, da das schlesische Muskau erst nach dem Zweiten Weltkrieg sächsisch wurde, zu dieser Zeit der heute auf sächsischem Boden verlaufende Streckenabschnitt jedoch bereits stillgelegt war.
Durch den Bau der Strecke hatte Teuplitz einen zweiten Bahnhof und eine Zentralwerkstatt erhalten. Der Bahnhof Triebel musste außerhalb der Stadt errichtet werden, da die Stadt für einen Bauplatz an der Forster Chaussee 28.000 Mark verlangte, die nicht aufgebracht werden konnten.
1898 wurde auch der Betrieb der Strecke Muskau–Weißwasser, die in Staatsbesitz war, der Lausitzer Eisenbahn-Gesellschaft übertragen, so dass dann durchgängige Zugverbindungen von Weißwasser bis Teuplitz bzw. Sommerfeld bestanden.
In Lugknitz wiederholte sich Anfang des 20. Jahrhunderts, was Jahre vorher in Weißwasser ähnlich begann – durch Rohstoffe und einen Bahnanschluss entwickelte sich das landwirtschaftlich geprägte Heidedorf zu einem aufblühenden Industriestandort. Nachdem Lugknitz 1940 nach Muskau eingemeindet wurde, erhielt der Bahnhof den Namen Muskau Ost, den in polnischer Übersetzung (Mużaków Wschodni) auch die polnische Staatsbahn beibehalten hatte. Auch die Namen anderer Bahnhöfe wurden geändert, als das Naziregime slawischstämmige Ortsnamen tilgte: 1936 Tschöpeln-Quolsdorf in Töpferstedt-Quolsdorf und Neu Tschöpeln in Birkenstedt sowie 1937 Buckoka in Buchenberge.

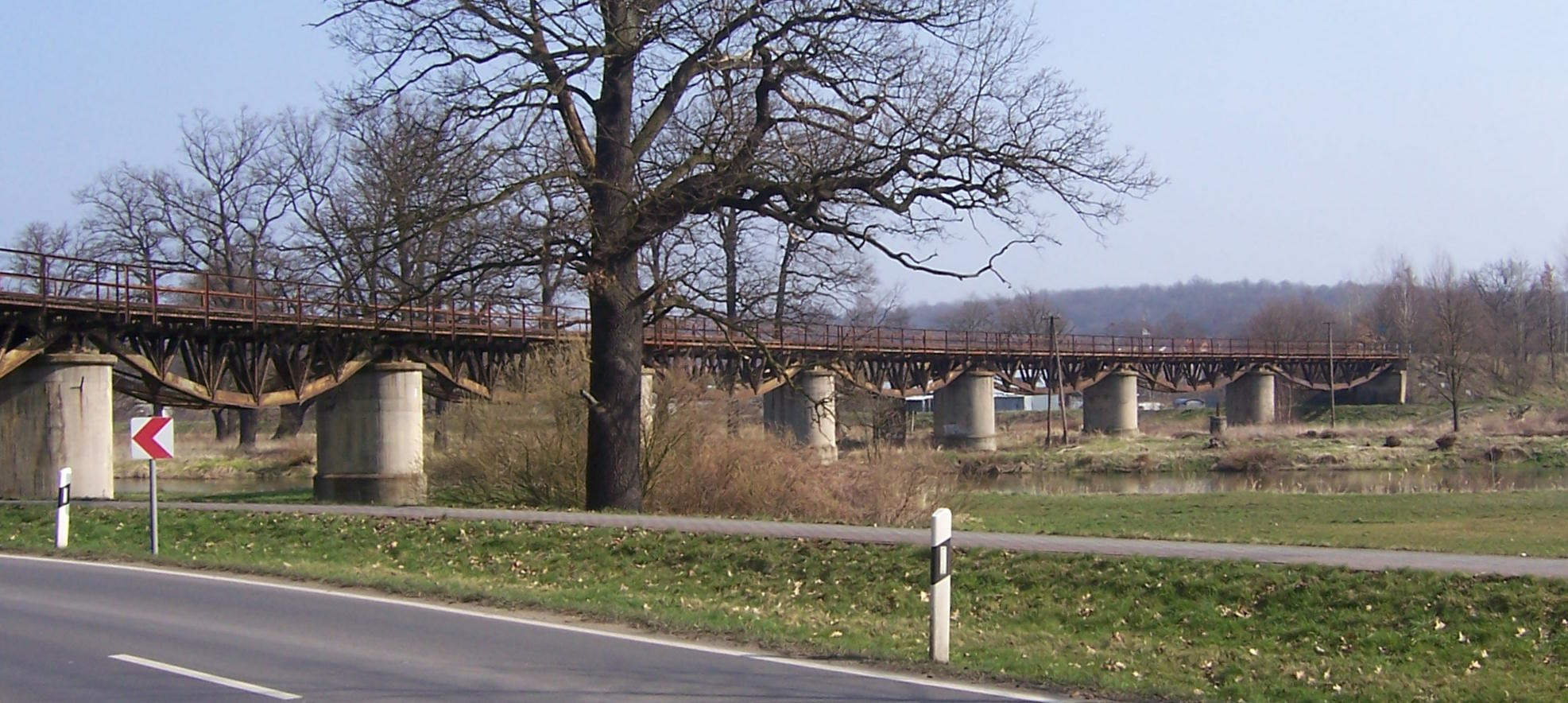
Brücke über die Lausitzer Neiße

Am Ende des Zweiten Weltkriegs durchtrennte die Oder-Neiße-Grenze die Bahnstrecke, und der Abschnitt Mużaków Wschodni–Muskau wurde 1945 stillgelegt. Die Neißebrücke wurde aus militärischen Überlegungen wieder aufgebaut, war jedoch jahrelang bis zum Wegfall der Grenzkontrollen nach dem Beitritt Polens zum Schengener Abkommen gesperrt. Die Reststrecke verlor an Bedeutung, wurde jedoch bis 1999 von der polnischen Staatsbahn bis Łęknica weiter betrieben.
1990 wurde der nördliche Streckenabschnitt (Lubsko–Tuplice) und 1996 der südliche (Tuplice–Mużaków Wschodni) für den Personenverkehr geschlossen. Im Jahr 2000 wurde die Strecke dann auch für den Güterverkehr stillgelegt. Schon im Sommer 2004 war sie nicht mehr befahrbar, da in großem Ausmaß Schienen und Befestigungsschrauben gestohlen worden waren. Deshalb entschied man sich, die Strecke abzubauen, womit 2006 begonnen wurde. An die Bahnstrecke erinnern heute noch der Wasserturm in Łęknica und ein Radwanderweg am Rand des Muskauer Parks, der seit 2015 über die frühere Eisenbahnbrücke über die Neiße führt.